# Mihaela Armășescu

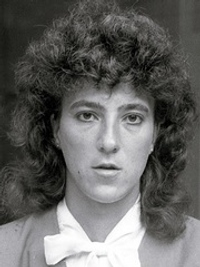
Mikaela Armășescu.

Mihaela Armășescu, född den 3 september 1963 i Tomşani i Rumänien, är en rumänsk roddare.
Hon tog OS-silver i fyra utan styrman i samband med de olympiska roddtävlingarna 1988 i Seoul.